# Lacinipolia ascula
Lacinipolia ascula är en fjärilsart som beskrevs av Smith 1905. Lacinipolia ascula ingår i släktet Lacinipolia och familjen nattflyn. Inga underarter finns listade i Catalogue of Life.